# Jake Brimmer
Jake William Brimmer (Melbourne, 3 aprile 1998) è un calciatore australiano, centrocampista dell'Auckland FC.

## Carriera

### Club
Nato in Australia, nel 2014 si trasferisce in Inghilterra per unirsi alle giovanili del Liverpool, dove rimane fino al 2017, quando ritorna in patria per firmare con il Perth Glory, squadra che lo fa anche esordire nelle competizioni europee. Dopo tre stagioni con la società di Perth, nell'ottobre 2020 si accasa al Melbourne Victory.

### Nazionale
Ha giocato nelle nazionali giovanili australiane Under-17, Under-19 ed Under-23.

## Statistiche

### Presenze e reti nei club
Statistiche aggiornate al 28 dicembre 2024.
| Stagione                 | Squadra                  | Campionato               | Campionato | Campionato | Coppe nazionali | Coppe nazionali | Coppe nazionali | Coppe continentali | Coppe continentali | Coppe continentali | Altre coppe | Altre coppe | Altre coppe | Totale | Totale |
| Stagione                 | Squadra                  | Comp                     | Pres       | Reti       | Comp            | Pres            | Reti            | Comp               | Pres               | Reti               | Comp        | Pres        | Reti        | Pres   | Reti   |
| ------------------------ | ------------------------ | ------------------------ | ---------- | ---------- | --------------- | --------------- | --------------- | ------------------ | ------------------ | ------------------ | ----------- | ----------- | ----------- | ------ | ------ |
| 2017-2018                | Perth Glory              | AL                       | 18         | 0          | CA              | 1               | 0               |                    | -                  | -                  |             | -           | -           | 19     | 0      |
| 2018-2019                | Perth Glory              | AL                       | 21         | 0          | CA              | 1               | 0               |                    | -                  | -                  |             | -           | -           | 22     | 0      |
| 2019-2020                | Perth Glory              | AL                       | 21         | 0          | CA              | 1               | 0               | ACL                | 1                  | 0                  |             | -           | -           | 23     | 0      |
| Totale Perth Glory       | Totale Perth Glory       | Totale Perth Glory       | 60         | 0          |                 | 3               | 0               |                    | 1                  | 0                  |             |             |             | 64     | 0      |
| 2020-2021                | Melbourne Victory        | AL                       | 25         | 5          |                 | -               | -               | ACL                | 5                  | 2                  |             | -           | -           | 30     | 7      |
| 2021-2022                | Melbourne Victory        | AL                       | 25+2       | 5+2        | CA              | 3               | 0               | ACL                | 1                  | 0                  |             | -           | -           | 31     | 7      |
| 2022-2023                | Melbourne Victory        | AL                       | 17         | 3          | CA              | 1               | 1               |                    | -                  | -                  |             | -           | -           | 18     | 4      |
| 2023-2024                | Melbourne Victory        | AL                       | 25+4       | 0          | CA              | 0               | 0               |                    | -                  | -                  |             | -           | -           | 29     | 0      |
| Totale Melbourne Victory | Totale Melbourne Victory | Totale Melbourne Victory | 98         | 15         |                 | 4               | 1               |                    | 6                  | 2                  |             |             |             | 108    | 18     |
| 2024-2025                | Auckland FC              | AL                       | 9          | 3          | CA              | 0               | 0               |                    | -                  | -                  |             | -           | -           | 9      | 3      |
| Totale carriera          | Totale carriera          | Totale carriera          | 167        | 18         |                 | 7               | 1               |                    | 7                  | 2                  |             | -           | -           | 181    | 21     |

## Palmarès

### Club

#### Competizioni nazionali
- FFA Cup: 1

Melbourne Victory: 2021
- Premier's Plate: 1

Auckland FC: 2024-2025